# XHDL-FM
XHDL-FM es una estación de radio que emite desde la Ciudad de México en la frecuencia de 98.5 MHz de la banda de frecuencia modulada con 100 kW de potencia.

## Historia

### Primeros formatos
XHDL-FM surge como una estación concesionada a la empresa Radio Metropolitana S.A. de C.V., concesionaria de la estación XELA-AM 830 kHz, «Buena Música desde la Ciudad de México» y operada por la empresa Grupo Imagen Comunicación en Radio, fundada en 1979 con el indicativo XELA-FM en la frecuencia 98.5 MHz, inicialmente retransmitiendo la programación de su contraparte en AM.
En 1984 se independiza de XELA-AM para transmitir programación independiente bajo el nombre de Stereo Classics, con un formato de música contemporánea en inglés de los cincuenta, sesenta y setenta.
A finales de 1989 adoptan el formato Dial FM, con música de actualidad en inglés, asimismo se modificó su indicativo, de XELA-FM a XHDL-FM.

### Radioactivo 98.5
El 20 de junio de 1992 a las 21:23 (UTC -6:00), iniciaría transmisiones en México, la emisora de radio: Radioactivo 98.5, creada por José Álvarez (que sería por mucho tiempo su director y gerente), y Martín Hernández en la parte creativa, siguiendo la escuela que Hernández, junto con Alejandro González Iñárritu establecieron en WFM donde trabajaron de 1985 a 1990.
El nombre de Radioactivo se fundamentó en ser una emisora que se deslinda de «la radio de regalo», es decir, de la radio comercial, autodefiniéndose como «la radio en acción», estableciendo un formato de música que en aquel momento era considerada alternativa o no comercial, aunque durante esta etapa también transmitieron música rock en inglés y español. Su primer eslogan fue «La radioactividad está en el aire», aunque el más conocido fue «Fuck Everyone Else!», creado por Luis Roberto Márquez “El Boy” con la voz de Chuck Doud.
Radioactivo se fundamentó en una libertad de expresión nunca antes vista en los medios, al ser no sólo una estación dirigida al público juvenil, sino entendiendo al rock como un fenómeno social y cultural en este sector del público.
Uno de los elementos que distinguió a Radioactivo fueron sus autopromocionales e identificaciones, los cuales se caracterizaron en criticar y satirizar, en muchas ocasiones, la situación política, económica y social vivida en México durante los años noventa, además de críticas directas e indirectas a sus competidores. De este concepto precedieron tiempo después los llamados «Juguetes Radioactivos», quienes siguiendo la línea de los autopromocionales eran parodias de los comerciales de juguetes, cuya producción y creatividad corrieron a cargo de Ricardo Zamora, “El Boy”, Alejandro Corral y Roberto Riveroll.
Radioactivo fue operada comercialmente por MVS Radio (resultado de la alianza entre Frecuencia Modulada Mexicana y Grupo Imagen) de 1992 hasta 2000, cuando esta emisora, junto con XEDA-FM 90.5 MHz (Imagen Informativa) y XELA-AM 830 kHz, constituyeron Imagen Telecomunicaciones. Bajo la administración de Imagen, Radioactivo tuvo varios cambios en su equipo de conductores y locutores, siendo el más significativo la salida en 2003 de José Álvarez debido a diferencias de criterios con los dueños de la empresa. Asimismo el formato se transmitiría en Guadalajara, Jalisco en XHSC-FM 93.9 MHz, que durante 30 años fue conocida como FM Globo, y que Grupo Imagen le compraría a MVS Radio para establecer Radioactivo, que tras su desaparición adoptaría el formato Imagen Radio.

### Reporte 98.5
Radioactivo 98.5 finalizó transmisiones el 2 de abril de 2004, a las 20:00 siendo el programa El show de Olallo Rubio el último en transmitirse, posteriormente durante un mes se transmitió programación musical, para dar paso a Reporte 98.5, un formato de corte informativo y hablado especializado en la Zona Metropolitana del Valle de México con una barra de noticias encabezada por los periodistas Martín Espinosa, Ciro Di Costanzo y Francisco Zea (inicialmente también estuvieron en la misma Javier Alatorre y Guillermo Ortega Ruiz); además de programación deportiva, de espectáculos y de entretenimiento, entre otros temas. 
El cambio se fundamentó en que, dada la cercanía de las Elecciones presidenciales de 2006, algunas estaciones cambiaban sus formatos al hablado y de contenido; sin embargo este cambio no fue aceptado por el público radioescucha al considerar que, con la desaparición de Radioactivo, se perdía un canal de comunicación de gran importancia para el público juvenil, el cual migró a Reactor 105.7 del Instituto Mexicano de la Radio (Imer) que sustituyó en octubre de 2004 a Órbita, incluso muchos locutores y productores de la desaparecida Radioactivo trabajaron en la estación.
Reporte 98.5 se emitió durante 17 años ininterrumpidos y, en octubre de 2016, Grupo Imagen anunció cambios en su estructura de comunicación, tanto con el inicio de un nuevo canal de televisión abierta (Imagen Televisión), como en la renovación de sus estaciones de radio. En el caso del 98.5, terminaría la etapa de Reporte, y algunos periodistas como Francisco Zea, Yuriria Sierra, David Páramo y Juan Carlos Veraza, se unirían a su estación hermana, Imagen Radio 90.5. Reporte 98.5 finalizó sus transmisiones el 8 de enero de 2017.

### RMX
RMX fue un concepto de radio de Grupo Imagen, iniciado en 2006 a través de la estación XHAV-FM 100.3 de FM, en Guadalajara, Jalisco. Su formato se basó en la emisión de música alternativa, similar a su predecesora Radioactivo 98.5 contando con parte de su personal creativo y técnico, aunque más abierto a la música pop, a la electrónica, además de abordar temas políticos de forma más entretenida e informativa. El formato tuvo un gran éxito en la misma región y gracias a ello su frecuencia fue expandida a Querétaro, Guanajuato y Quintana Roo, además de crear su propio festival de música, denominado 212 en la avenida Chapultepec de Guadalajara, cuyo objetivo principal es la promoción de varios de sus talentos de habla hispana.
El 9 de enero de 2017 a las 9:01, iniciaron las transmisiones de RMX en la Ciudad de México, a través del 98.5 de FM. El primer programa emitido fue Coup D'État, conducido por el director general de la estación, Gonzálo Oliveros.
Tras realizarse un acuerdo entre Grupo Imagen y Grupo Andrade para pasar de manos el control de la estación, el 21 de junio de 2019, el concepto de radio RMX concluyó y salió del aire en todas sus estaciones. 

### Heraldo Radio
El 16 de junio de 2019, se anunció que Grupo Imagen había suscrito un acuerdo para que Grupo Andrade, propietario del diario El Heraldo de México, adquiriera las dos estaciones principales del concepto RMX, XHAV-FM de Guadalajara y XHDL-FM de la Ciudad de México. En XHDL-FM, al concluir las emisiones de RMX, este concepto fue reemplazado el 22 de junio de 2019 por Heraldo Radio, concepto enfocado a programas noticiosos. Oficialmente, las transmisiones de Heraldo Radio iniciaron el 25 de junio de 2019.

## Formatos de la emisora
Estos son los nombres de algunos de los formatos con los que se ha conocido a la estación XHDL-FM 98.5 MHz:
- XELA-FM, con el lema “Buena Música desde la Ciudad de México” (1979-1984)
- Stereo Classics, con el lema “Buena Música en la FM” (1984-1989)
- Dial FM, con el lema “¿?” (1989-1992)
- Radioactivo 98½, con el lema “La radioactividad está en el aire” (1992-1995)
- Radioactivo 98.5, con el lema “F*ck Everyone Else!” (1995-1999)
- Radioactivo 9/85, con el lema “Radioactivo No” (1999-2002)
- 985, con el lema “Olvida todo lo que sabes acerca de Radio” (2002)
- Radioactivo 09/85, con el lema “We Still F*ck Everyone Else!” (2002-2004)
- Reporte 98.5, con el lema “El reporte de la ciudad” (2004-2009)
- Reporte 98.5, con el lema “Tu voz es nuestra voz” (2009-2017)
- RMX, con el lema “Reinicia la radio" (enero-abril, 2017)
- RMX, con el lema “Más que música" (mayo, 2017-2018)
- RMX, con los lemas “Sonido libre" y “Sonamos libres" (2018-21 de junio de 2019)
- El Heraldo Radio, "La H que sí suena". (22 de junio de 2019-presente)